# Palančani
Palančani est un village de Croatie situé dans la municipalité de Čazma (Comitat de Bjelovar-Bilogora). Il est traversé par la route D43 (en).